# Lahore Museum

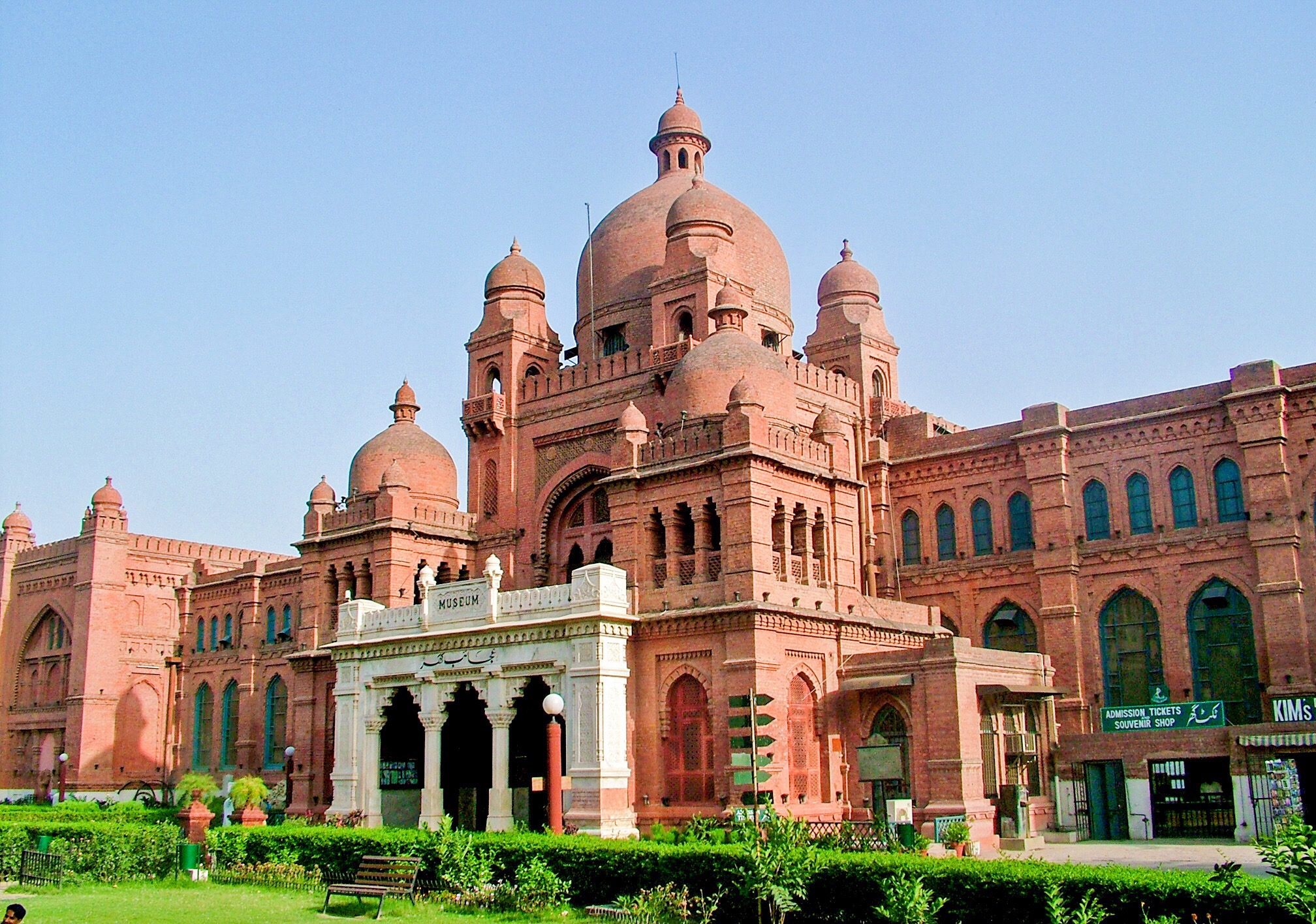
Lahore Museum

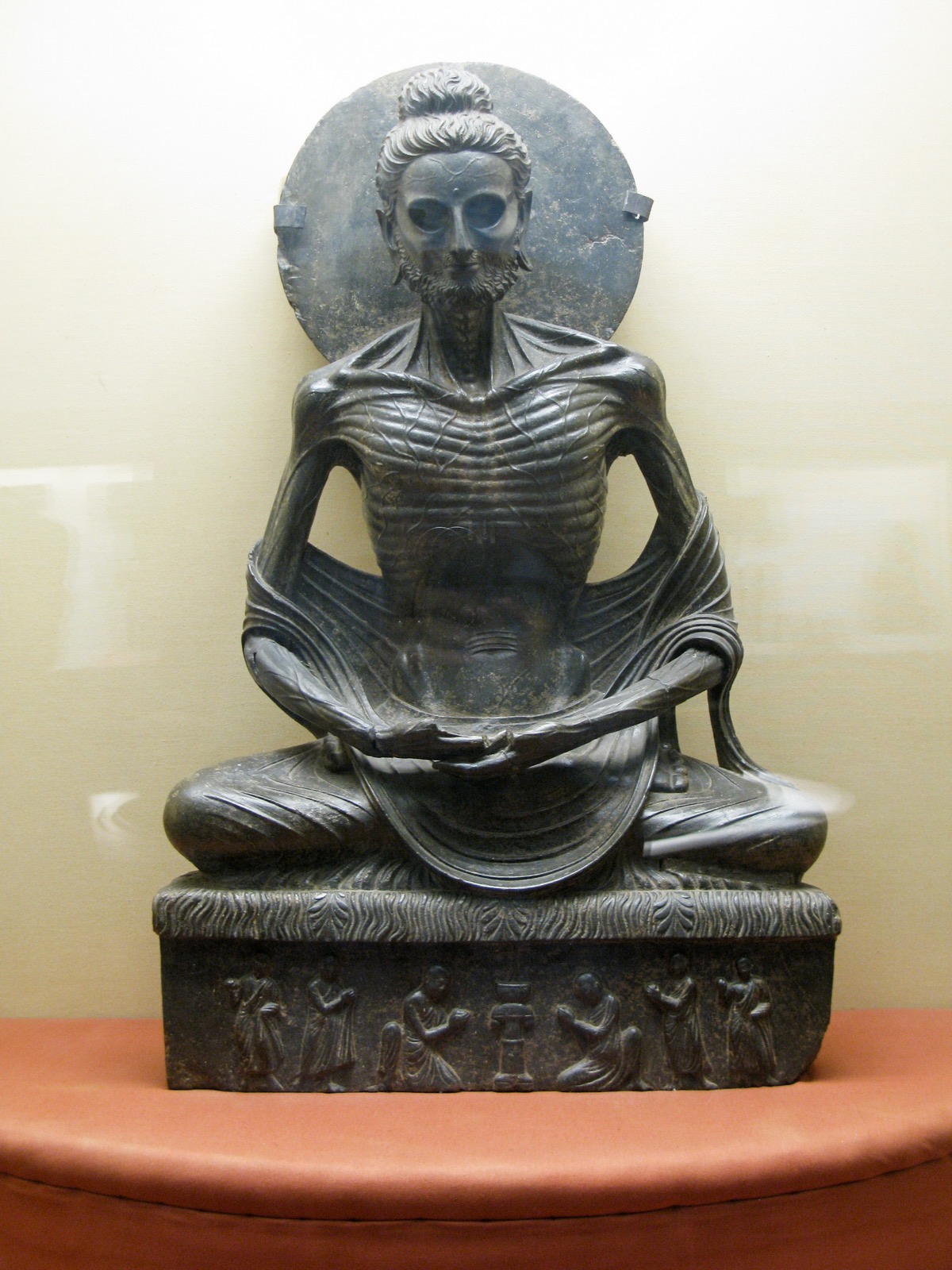
Buddha als Asket

Das Lahore Museum, auch Central Museum genannt,  (Panjabi: لاہور میوزیم), (Urdu: لاہور عجائب گھر) ist ein Museum in Lahore (Pakistan).

## Geschichte
Das im Jahr 1894 eröffnete Museum wurde im Stil der Mogul-Architektur erbaut und widmet sich der Geschichte Pakistans. Die Sammlungen enthalten Werke und Funde vor allem aus der Mogulzeit. Gestaltet wurde das Museumsgebäude von dem Architekten Ganga Ram.
Die Sammlungen des Museums umfassen geschnitzte Moghul- und Sikh-Türen sowie Gemälde aus der Zeit der Moghul-, Sikh- und britischen Epoche. Neben Musikinstrumenten, antikem Schmuck, Textilien, Keramik und Waffen, befinden sich dort auch Relikte aus der Zeit des Griechisch-Baktrischen Königreichs sowie tibetische und nepalesische Arbeiten.

## Sonstiges
Der Roman Kim des britischen Schriftstellers Rudyard Kipling spielt u. a. im Lahore Museum. Rudyard Kiplings Vater, John Lockwood Kipling, war einer der ersten Kuratoren des Museums.